# Thule (1893)
Thule, officiellt HM Pansarbåt Thule, var ett pansarskepp i svenska Kungliga flottan. Thule var det sist byggda fartyget av tre i Svea-klass, som hon bildade tillsammans med Svea och Göta. Hennes huvudbestyckning utgjordes av två 25,4 cm kanoner i ett förligt dubbeltorn och den sekundära bestyckningen av fyra 15,2 cm kanoner uppställda bakom pansarsköldar i överbyggnaden. Thule byggdes på Bergsunds Mekaniska Verkstads varv i Finnboda och sjösattes den 4 mars 1893. Den 1 december samma år levererades hon till marinen. Åren 1901-02 genomgick Thule en omfattande modernisering då bland annat 25 cm kanonerna ersattes av en 21 cm pjäs i enkeltorn och antalet 15 cm kanoner ökades till sju. Thule utrangerades som stridande fartyg 1923 och brukades som logementsfartyg fram till 1928, varefter hon användes som skjutmål. 1933 såldes fartyget som skrot. 

## Utformning

### Skrov
Thules skrov var helt utfört i Motala bessemerplåt och var 78,52 meter långt i vattenlinjen (83,66 meter långt inklusive rammen), 14,62 meter brett och hade ett djupgående på 5,1 meter. Standarddeplacementet uppgick till 3 150 ton och ökade till 3 305 ton då förråden var fyllda. För att höja fartygets sjöegenskaper var backen försedd med en så kallad brädgång, rättstående plåtluckor som kunde fällas ner då artilleriet behövde fritt skjutfält. Om vädret var dåligt kunde dessa agera som en förhöjning av skrovet som hindrade vatten från att skölja upp på backdäcket. Om fartyget skulle träffas kunde skrovet genom lång- och tvärskeppsskott delas in i totalt 199 vattentäta celler.
Thule var det första svenska örlogsfartyget som försågs med rammstäv. Rammen var ett vapen som hade  visat sitt värde bland annat under amerikanska inbördeskriget 1861–1865 och under sjöslaget vid Lissa mellan Italien och Österrike 1866, då det österrikiska flaggskeppet SMS Ferdinand Max rammade och sänkte den italienska pansarfregatten Re d'Italia. Thules ramm tillverkades av ett enda stycke gjutstål från Bofors och vägde över nio ton.

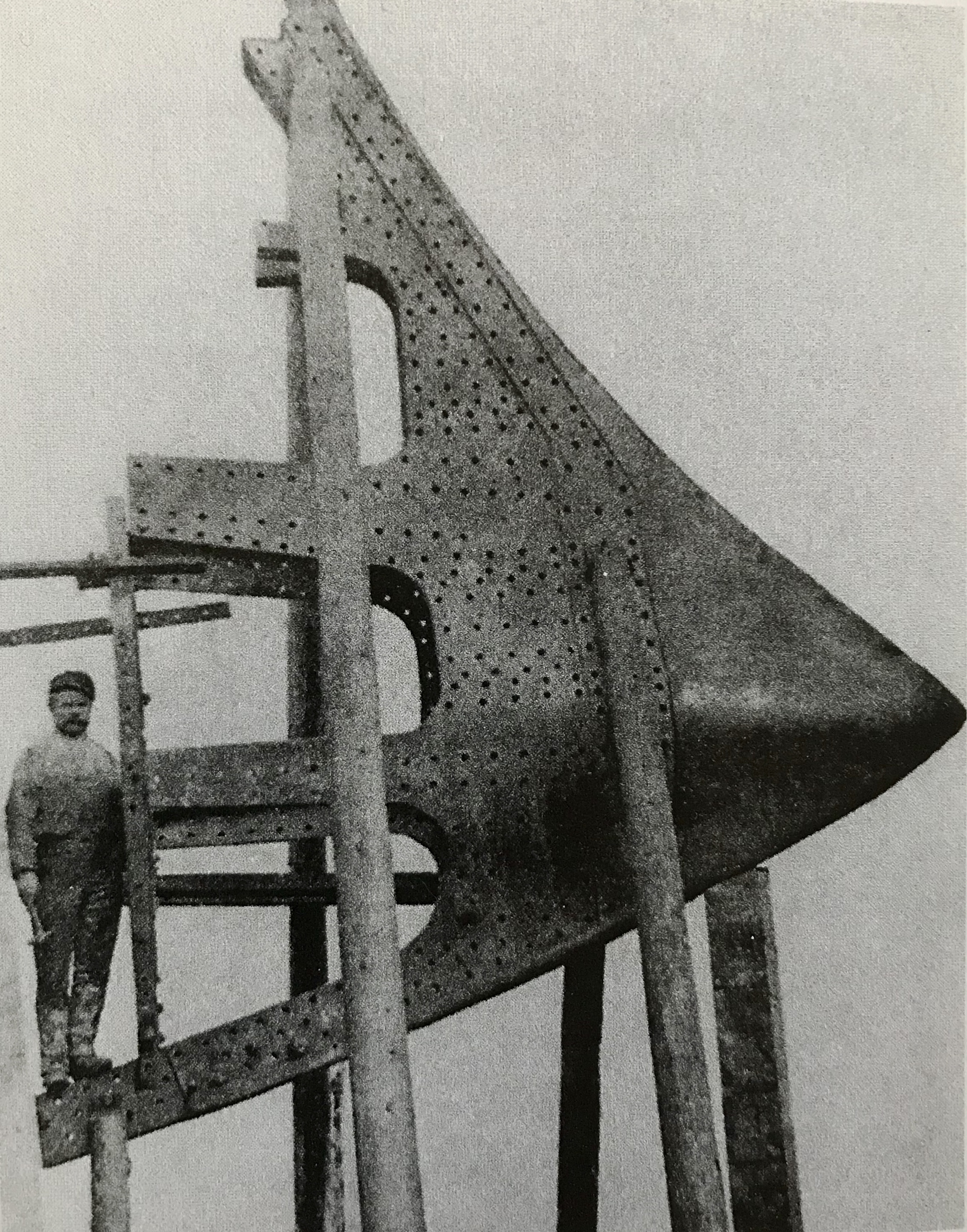
Thules över nio ton tunga ramm. Lägg märke till mannen till vänster för skala.

### Pansar
Thules bepansringsarrangemang utformades med inspiration från det brittiska slagskeppet HMS Inflexible. Stålpansaret levererades från det franska företaget Schneider & Co i Le Creusot. Pansarbältet i vattenlinjen var 29,3-26,8 cm tjock förut, 24,3 cm tjockt midskepps och 21,8-19,8 cm tjockt akterut. Av viktskäl kunde inte bältet sträckas över hela fartygssidan, utan täckte bara 35 meter av skrovet med för- och akterskeppen oskyddade. Genom pansrade tvärskeppsskott bildades ett pansrat citadell runt fartygets maskinutrymmen och ammunitionsdurkar. Ett 4,9 cm tjockt pansardäck som sluttade något åt för och akter bildade ett "lock" över citadellet. Huvudartilleriets torn skyddades av 29,3 cm tjockt pansar i fronten och 26,8-24,3 cm pansar runtom. Stridstornet var försett med 26,8 cm pansarplåt.

Animation av en kompoundångmaskin i arbete. Ånga under högt tryck (rött) leds in från ångpannan och passerar genom cylindrarna och går ut som ånga under lågt tryck (blått) till kondensatorn.

### Maskineri
Framdrivningsmaskineriet bestod av två Motala tvåcylindriga kompoundångmaskiner som matades med ånga från sex cylindriska eldrörspannor i två pannrum för om maskinrummet. Ångtrycket låg på 6,25 kg/kvadratcentimeter vid ett varvtal av 105 varv per minut. Vid provturen 1893 angav maskineriet en total effekt på 5 000 indikerade hästkrafter (ihk), vilket gav Thule en maxfart på 16,9 knop. Fartyget hade en räckvidd på 2 400 nautiska mil vid 10 knops fart
För att ångmaskinerna skulle kunna ligga skyddade under pansardäcket installerades de "liggande" det vill säga med cylindrarna vända bordvarts. Av hänsyn till fartygets begränsade bredd var maskinerna "dubbelvikta", vilket innebar att vevaxeln låg närmast cylinderbotten. Detta resulterade i att varje kolv hade två stänger fästade utanför toppens centrum, arbetande på varsin sida om vevaxeln. Fartygets kondensorer låg inrymda under maskinerna.
Förutom propellermaskineriet hade fartyget ytterligare 25 mindre ångmaskiner som bland annat drev huvudartilleriets torn och den elektriska belysningen.

### Bestyckning

#### Artilleri

##### Huvudartilleri
Thules huvudartilleri bestod av två 25,4 cm bakladdningskanoner m/1889B, tillverkades av det brittiska företaget Armstrong Whitworth i Elswick. Pjäserna stod uppställda i ett pansrat dubbeltorn på backdäck som låg 30 cm högre än på Svea och Göta. Eldrören vilade i en slags lavettsadel, som kunde röra sig fram och tillbaka på två underliggande kursörbalkar. Mellan balkarnas inre ändar fanns en hydraulisk rekylbroms. Kanonerna höjdriktades med hjälp av en ångmaskindriven vätskepump, som via en cylinder och en kolv med vätsketryck pressade kursörbalkarna uppåt. Sidriktning skedde genom att hela tornet vreds via ett kugghjul och en kuggkrans som satt kring tornets undersida. Pjäserna kunde riktas uppemot 136° åt vardera sida.
25 cm kanonerna kunde avfyra en 204 kg tung granat var fjärde minut. På ett avstånd av 1 000 meter beräknades en stridsladdad projektil kunna slå igenom uppemot 30 cm pansarplåt. Kanonernas maximala skottvidd uppskattades till cirka 8 500 meter. Maxtiden för kammarens öppnande var 30 sekunder och den stängdes på högst 32 sekunder, vilket medförde en eldhastighet av ett skott var fjärde minut.

##### Sekundärartilleri
Det medelsvåra artilleriet var av svenskt fabrikat och tillverkades i gjutstål från AB Bofors-Gullspång. Det utgjordes av fyra 15,2 cm kanoner m/1889, som placerades i den öppna överbyggnaden bakom 25,4 mm tjocka pansarsköldar med 12,7 mm tjocka tak.

#### Antitorpedbåtsvapen och kulsprutor
Till skydd mot torpedbåtar hade fartyget fem 57 mm kanoner m/1892 av vilka fyra stod mellan de medelsvåra pjäserna i överbyggnaden och en på akterdäck. Ombord fanns också åtta 25 mm kulsprutor, varav fyra var fyrpipiga m/1877 och resten tvåpipiga m/1884. De förstnämnda placerades två på var sida i utskjutande tamburer (ovala plattformar) i skrovet. Förutom försvar mot torpedbåtar kunde dessa vapen användas för att slå tillbaka fientliga äntringsförsök, som ännu i början av 1890-talet upplevdes som ett realistiskt hot.
De två ångslupar som fartyget medförde var bestyckade med varsin kulspruta och två stångtorpeder.

#### Torpeder
På grund av sin ramm fick Thule inte någon stävtorpedtub som systerfartygen, utan försågs istället med två 45,7 cm övervattenstuber i skrovsidorna. Tuberna kunde sidriktas från cirka 40° föröver till cirka 20° akteröver. De tillverkades på örlogsvarvet i Karlskrona.

## Historik
År 1890 beviljade riksdagen medel för byggandet av en tredje pansarbåt av samma typ som Svea och Göta. Totalkostnaden för fartyget angavs till 2 868 000 kronor. Ritningarna fastställdes den 23 januari 1891 och den 15 maj samma år antogs ett anbud från Bergsunds mekaniska verkstad att bygga fartyget utan artilleri och annan militär utrustning för 1 325 000 kronor.

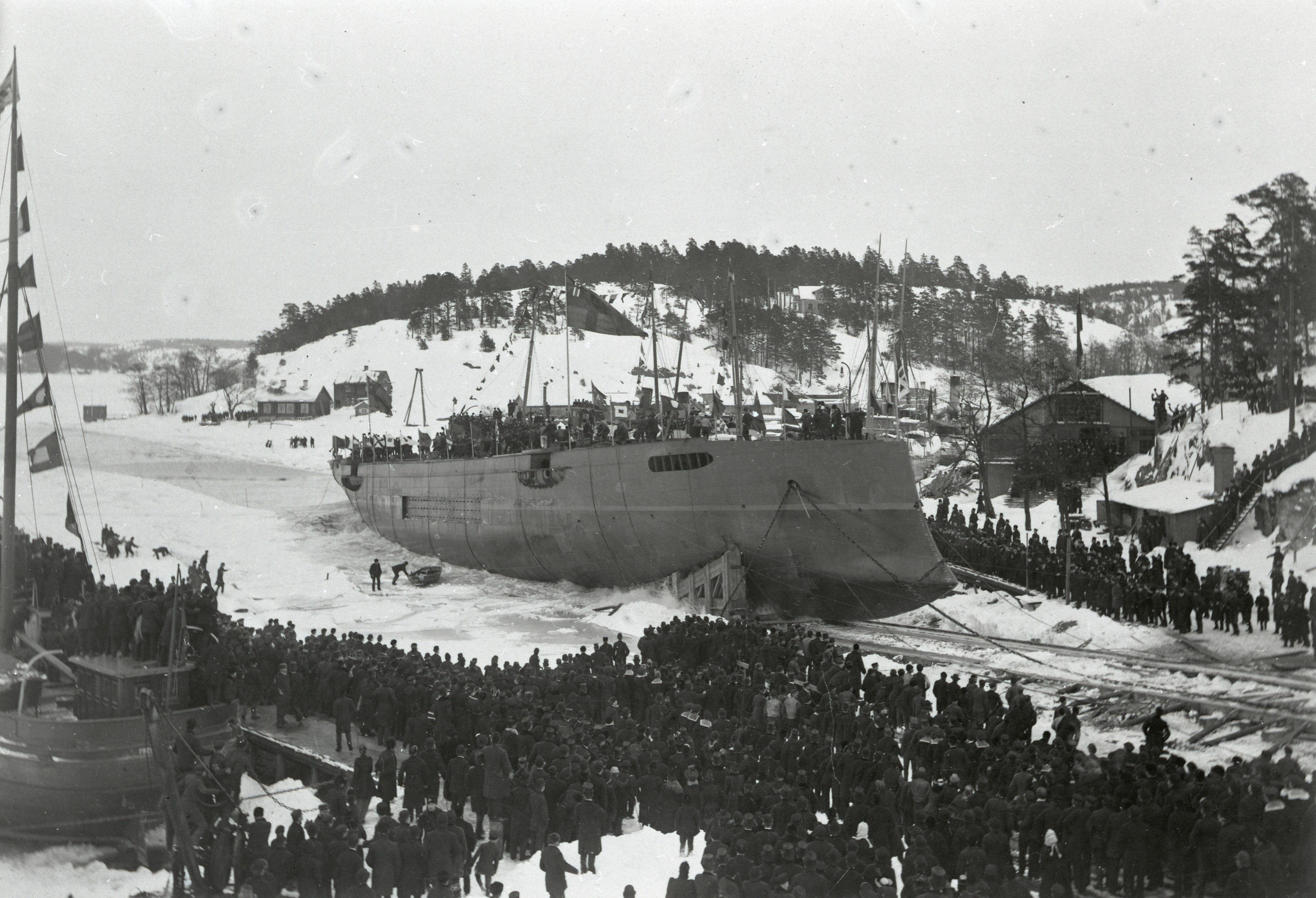
Thule sjösätts på Finnboda varv den 4 mars 1893.

### Byggnation och leverans
Thule byggdes på Finnboda varv i Nacka och sjösattes den 4 mars 1893. Under provturen den 23 november uppnåddes en maxfart av 16,9 knop. Efter att ha genomgått slutgiltig besiktning den 30 november överlämnades fartyget till en hämningsexpedition från flottan, som avgick med henne till Karlskrona där bestyckningen fördes ombord. Den 1 december togs Thule formellt i tjänst.

### Tjänstgöring

#### Utlandsresan 1895
År 1895 hade Tyskland efter åtta års arbete färdigställt Kaiser-Wilhelm-Kanal (nuvarande Kielkanalen) i Kiel i Slesvig-Holstein, som öppnade en direkt vattenväg mellan Östersjön och Nordsjön. Kejsar Vilhelm II såg invigningen av kanalen som ett tillfälle att demonstrera tysk ingenjörskonst och sjömakt för världen. Fjorton nationer inbjöds därför att deltaga med örlogsfartyg i de högtidliga invigningsceremonierna. Från Sverige skickades pansarskeppet Göta och Thule samt kanonbåten HMS Edda. Söndagen den 16 juni stävade de svenska fartygen in i Kiel-viken. Vid Friedrichsort saluterades den tyska flaggan med 21 skott och samma honnör gavs åt prins Henrik av Preussen, som förde befäl på det nybyggda tyska slagskeppet SMS Wörth. De tyska örlogsfartyg man passerade gjorde honnör med vant och relingsmanning. Detta besvarades på samma vis från svensk sida. Man förtöjde sedan vid anvisade bojar. Torsdagen den 20 juni löpte jakten SMS Hohenzollern med kejsaren ombord tillsammans med 22 andra fartyg in i kanalen från Nordsjön till Brunsbüttel. Elva timmar senare anlände man till Holtenau och ankrade utanför Kiel. Där låg redan ett 90-tal fartyg, däribland Göta och Thule som stod under befäl av viceamiral Fredrik Wilhelm von Otter. När kejsaren anlände avfyrade vart och ett av de församlade fartygen 31 skott salut. Senare på kvällen bjöd de tyska värdfolket gästerna på baler och fyrverkerier. Vid middagstid dagen därpå avgick svenskarna åter mot Karlskrona.

### Moderniseringar
År 1899 begärde kunglig majestät medel för en omfattande modernisering av Svea-skeppen, som höll på att omoderna. Arbetet ägde rum mellan 1900 och 1904 och Thule var det andra fartyget i ordningen att moderniseras. Ombyggnadsarbetet utfördes på Karlskrona örlogsvarv och skulle ha börjat den 1 april 1901 men eftersom Götas modernisering inte blev klar vid beräknad tid, fick varvet av beredskapsskäl tills vidare bara utföra arbete som kunde verkställas utan att fartyget försattes ur stridsdugligt skick. Ombyggnaden av Thule pågick under hela 1902 och ett gott stycke in på 1903. En väsentlig punkt var ersättningen av det svåra artilleriet. Vid ungefär samma tid hade chefen för Karlskrona artillerikår, överste Anders Fredrik Centerwall, begärt pengar av regeringen för en omfattande modernisering av örlogsbasens fästningsartilleri. Man visste inte vilket av önskemålen som skulle uppfyllas. I slutändan beslutade man sig dock för en kompromisslösning. Fartygen utrustades enligt begäran med moderna pjäser medan kustfästningens artilleri ersattes med pansarskeppens begagnade 25 cm pjäser.

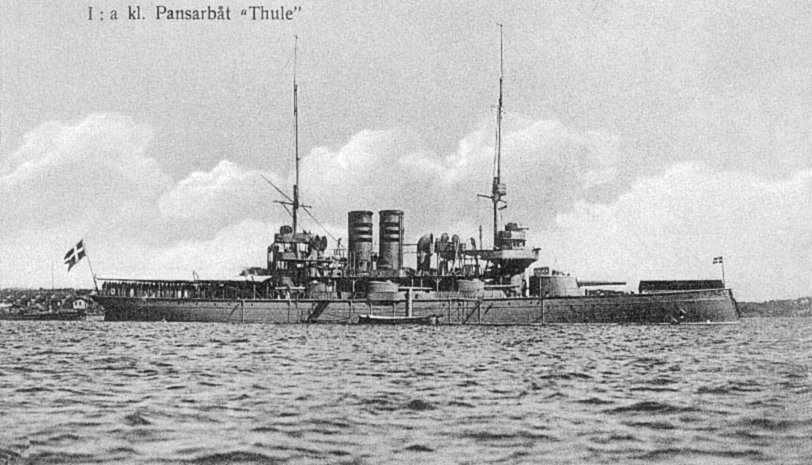
Thule efter ombyggnaden 1902-03. Det förliga dubbeltornet har nu ersatts av en enkel 21 cm kanon.

Erfarenheter från bland annat spansk-amerikanska kriget 1898 hade visat nackdelarna med att ha det svåra artilleriet koncentrerat till ett och samma torn, som enkelt kunde slås ut av en enda granatträff. De två 25 cm kanonerna ersattes därför av en enkel 21 cm kanon m/1898 tillverkad av Bofors. Den hade något högre eldhastighet än föregångarna och med ny ammunition ansågs kaliberminskningen acceptabel. Ursprungligen hoppades man kunna förse fartyget med två kanoner av denna typ i ett liknande arrangemang som på Äran-klassen, men på grund av viktökningen fick man istället nöja sig med att ersätta det medelsvåra artilleriet med sju 15,2 cm kanoner m/1898 i pansrade enkeltorn. Av dessa pjäser placerades tre på vardera gångbord och en på akterdäck. De lätta kanonerna ersattes av elva 57 mm kanoner m/1889B av Bofors fabrikat.
Under samma ombyggnad ersattes den tunga militärmasten av en stångmast i järn som bar en lätt märs för utkik och ett signalrå. En aktra råförsedd mast tillkom också. Samtidigt ersattes fartygets gamla trädäck i förmån för ett på undersidan isolerat däck av järn och i inredningen avlägsnades en stor del av trämöblerna. För att förbättra ventilationen togs ventiler upp i fartygssidan. Tamburerna i skrovet togs också bort. Vid ombyggnaden förändrades även pansarskyddet. Man kunde nu tillverka bättre pansar och med mindre tjocklek få samma grad av skydd som tidigare. De nytillkomna 21 och 15,2 cm pjäserna försågs därför endast med 19 respektive 11,5 cm pansarplåt.

## Utrangering och skrotning
Ganska snart efter moderniseringen fördes Thule och hennes systrar över från kusteskadern till lokalstyrkorna. I det spända läget före unionsupplösningen 1905 fick de dock en viss roll i den svenska krigsplaneringen. Sista gången Thule rustades på allvar var för att delta i Första världskrigets neutralitetsvakt. År 1916 överfördes hon från Stockholmseskadern till Göteborgseskadern på västkusten. Sex år senare, 1923, utrangerades hon som stridande enhet och byggdes om till logementsfartyg. 1928 togs Thule slutgiltigt ur bruk av flottan. Hon användes därefter som målfartyg vid provskjutningar och låg dessemellan förtöjd vid “laget” på gamla varvsområdet i Karlskrona. År 1933 såldes hon till skrotning.
Efter Thules utrangering togs fartygets kanoner tillvara för att användas som kustartilleri. Av fartygets 15 cm pjäser flyttades två till Söderarms batteri i Stockholms skärgård, två till Ljugskär utanför Karlskrona och resten till batteri Bungenäs på Gotland. 21 cm kanonen hamnade i ett nyanlagt batteri på Öppenskär, också det i Karlskrona skärgård. För att öka pjäsernas skottvidd vred man eldrören ett halvt varv. Härigenom kom rekylbromsen och framföringsfjädern att ligga på ovansidan och kanonen kunde eleveras betydligt mer.